# Июс
Июс (хак. Ӱӱс) — село в Орджонокидзевском районе Хакасии.
Расположено в пойме реки Белый Июс. Число хозяйств — 521, население — 1337 человек (01.01.2004).
Находится на железной дороге Абакан — Ачинск. Здесь же расположена железнодорожная станция Июс. Основным предприятием была — агрофирма «Июсская».

## Население
| 2002 | 2010  |
| ---- | ----- |
| 1322 | ↘1201 |